# Écluse du comté

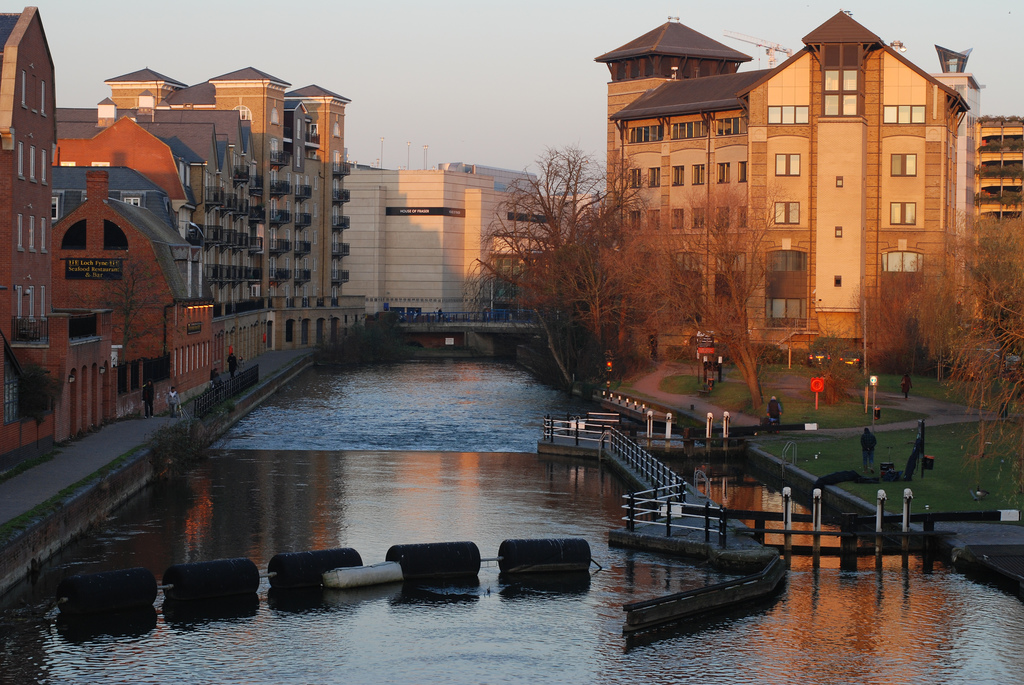
Écluse du comté, photo prise en direction de l'aval. Brewery Gut débute à partir du pont au loin.

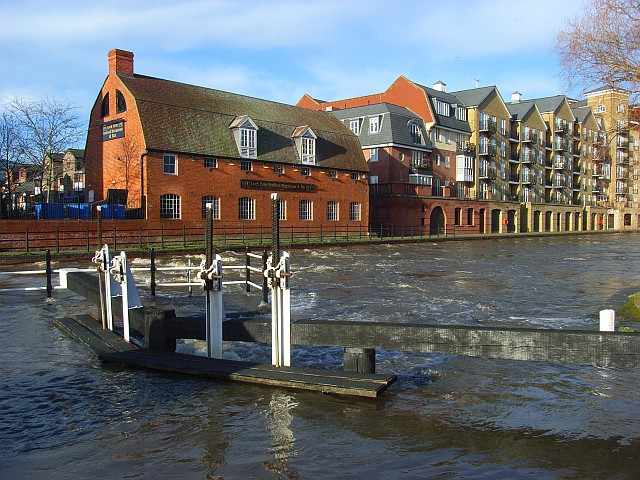
Les portes inférieures de l'écluse (avec la rivière en crue). L'étable de l'ancienne brasserie est visible en arrière-plan.

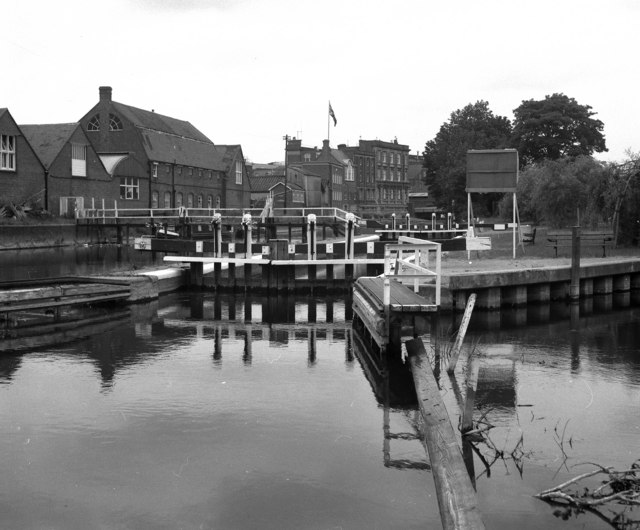
L'écluse du Comté en 1975 avec la brasserie Simonds à l'arrière-plan.

L’écluse du comté (en anglais : County lock) est une écluse sur la rivière Kennet située dans le centre-ville de Reading dans le Berkshire, en Angleterre. Il est maintenant administré par la British Waterways dans le cadre du canal Kennet et Avon. En aval de l'écluse se trouve Brewery Gut (littéralement le boyau de la brasserie), un tronçon au courant particulièrement rapide, étroit et dangereux de la rivière.
L’écluse du comté a la plus faible hausse de toutes les écluses sur la rivière Kennet, car elle ne permet de franchir qu’un dénivelé de 30 cm (1 pied). Le flux principal de la Kennet s’écoule par le déversoir de l'autre côté de l’écluse, tandis que l'autre bras de la Kennet disparaît sous le pont Street Roundabout.
La première écluse du comté a été construite entre 1718 et 1723, pendant les travaux sur la voie navigable entrepris sous la supervision de l'ingénieur John Hore de Newbury dans le but de créer la voie navigable Kennet entre Reading et Newbury. Initialement, l’écluse était située du côté nord de la rivière, à proximité de Bear Wharf (quai de l’ours), mais elle a été transférée à son emplacement actuel sur la rive sud dans le cadre du programme d'amélioration de l'adduction d'eau de Reading en 1876.
Les terrains des deux côtés de la rivière adjacents à l’écluse du comté faisait autrefois partie du site de la brasserie Simonds. Brewery Gut tire son nom de la brasserie Simonds, qui occupait autrefois les terrains des deux côtés de la rivière, au niveau de l’écluse et du boyau. À l’époque du transport à cheval, ce tronçon de la rivière n'avait pas de chemin de halage, et longue ligne de remorquage devait être envoyée de la rivière sur un flotteur spécialement conçu. Pour ajouter à la difficulté, à son point le plus étroit le boyau à seulement 7,6 m (25 pieds) de large, ce qui provoque de forts courants. Les bateaux ne peuvent pas passer sans danger à cause du cheminement tortueux et étroit, et il y a eu des cas, dans le passé, de collisions et de naufrages. Aujourd'hui, le passage du boyau est contrôlé par des feux de signalisation. [2]
La brasserie Simond a fermé à la fin des années 1970, et la plupart des bâtiments de la brasserie ont été démolis. Autour de l‘écluse elle-même, ils ont été remplacés par un mélange d'appartements et de bureaux, bien que la vieille étable de la brasserie, qui surplombe l’écluse, ait été préservée et est maintenant occupé par un restaurant de la chaine Loch Fyne. La partie de la brasserie qui enveloppait Brewery Gut a été remplacé par le centre commercial l'Oracle, et les bateaux peuvent être vus au milieu du niveau Riverside de ce complexe, bordée des deux côtés par des restaurants et des pubs.